# 卡尔美
卡尔美（西班牙語：Kelme）是源自西班牙的运动装备品牌，於2018年被其中國經銷商卡尔美（中国）併购。

## 简介
卡尔美于1963年由Diego Quiles和José Quiles兄弟二人创办，总部位于西班牙巴伦西亚自治区的埃尔切。卡尔美目前使用的“猞猁爪”商标于1977年启用。
2014年，卡尔美曾经的中国代工厂——晋江远祥服装织造有限公司收购了卡尔美在华全部业务，远祥也于次年更名为“卡尔美（中国）有限公司”；四年后，卡尔美中国收购了卡尔美80%的股权，成为卡尔美的大股东。
与其它体育用品厂商类似，卡尔美也赞助了不少赛事和球队，例如西班牙的皇家西班牙人、阿拉维斯、皇家馬德里、韦斯卡、巴列卡诺，以及台企甲的高市台電和中甲的过半数球队。